# Fate/stay night: Heaven's Feel
Fate/stay night: Heaven's Feel là một bộ ba tập phim anime được sản xuất bởi Ufotable và do Sudō Tomonori làm đạo diễn, Kajiura Yuki phụ trách phần âm nhạc. Đây là phiên bản anime thứ tư được Ufotable chuyển thể từ các tác phẩm của Type-Moon, sau loạt phim Kara no Kyōkai, series anime dài tập Fate/Zero và series anime dài tập Fate/stay night: Unlimited Blade Works. Tập phim đầu tiên trong bộ ba được ra mắt vào năm 2017.

## Các nhân vật trong phim

### Nhân vật chính
Emiya Shirō (衛宮 士郎)
Lồng tiếng bởi: Sugiyama Noriaki
Matō Sakura (間桐 桜)
Lồng tiếng bởi: Shitaya Noriko
Rider (ライダー Raida)
Lồng tiếng bởi: Asakawa Yuu
Tōsaka Rin (遠坂 凛)
Lồng tiếng bởi: Ueda Kana
Saber (セイバー Seibā)
Lồng tiếng bởi: Kawasumi Ayako
Illyasviel von Einzbern (イリヤスフィール・フォン・アインツベルン Iriyasufīru fon Aintsuberun)
Lồng tiếng bởi: Kadowaki Mai
Kotomine Kirei (言峰 綺礼)
Lồng tiếng bởi: Nakata Joji

### Nhân vật phụ
Archer (アーチャー Āchā)
Lồng tiếng bởi: Suwabe Jun'ichi
Matō Zōken (間桐 臓硯)
Lồng tiếng bởi: Tsukayama Masane
Berserker (バーサーカー Bāsākā)
Lồng tiếng bởi: Saizen Tadahisa
Gilgamesh (ギルガメッシュ Girugamesshu)
Lồng tiếng bởi: Seki Tomokazu
Matō Shinji (間桐 慎二)
Lồng tiếng bởi: Kamiya Hiroshi
Shin Assassin (真アサシン (Chân Assassin) Shin Asashin)
Lồng tiếng bởi: Inada Tetsu
Caster (キャスター Kyasutā)
Lồng tiếng bởi: Tanaka Atsuko
Fujimura Taiga (藤村 大河)
Lồng tiếng bởi: Itō Miki
Assassin (アサシン Asashin)
Lồng tiếng bởi: Miki Shinichiro
Lancer (ランサー Ransā)
Lồng tiếng bởi: Kanna Nobutoshi